# Kenny Thompson
Kenny Thompson (Anversa, 26 aprile 1985) è un ex calciatore belga, di ruolo difensore.

## Carriera
Cresciuto nel Germinal Beerschot, viene acquistato dal Gent nel 2005 all'età di 20 anni.
Dopo una stagione e mezza in cui è stato spesso utilizzato come rimpiazzo, viene ceduto in prestito prima al Lierse e poi al Roeselare.
È tornato al Gent nell'estate 2008 ed ha trovato più spazio collezionando 24 presenze ed 1 gol nella stagione 2008-2009.

## Palmarès

### Club

#### Competizioni nazionali
- Coppa del Belgio: 1

Gent: 2009-2010